# Vinaròs (kommun)

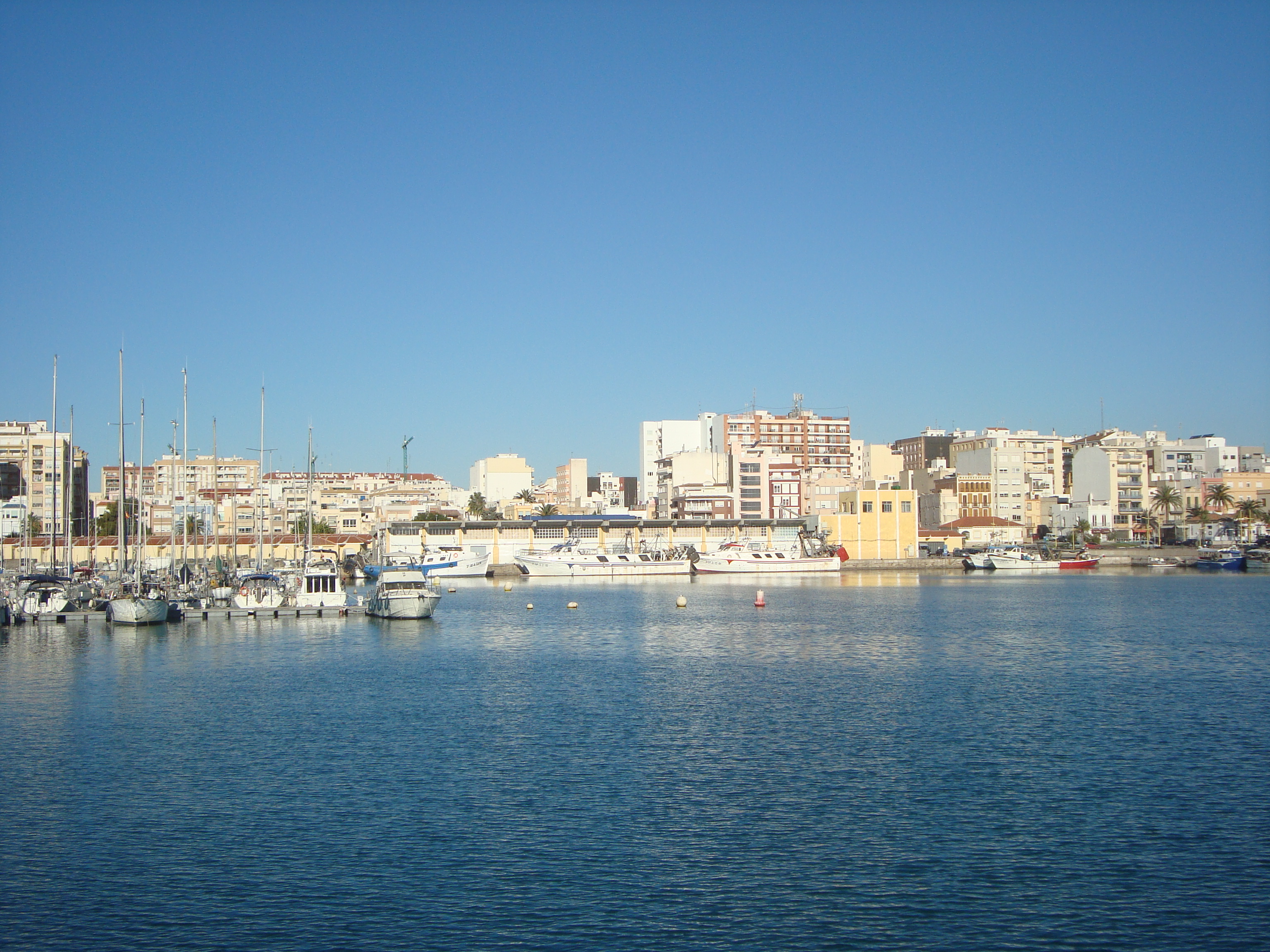
Vinaròs

Vinaròs är en kommun i Spanien.   Den ligger i provinsen Província de Castelló och regionen Valencia, i den östra delen av landet, 400 km öster om huvudstaden Madrid. Antalet invånare är 28 615. Arean är 96 kvadratkilometer. Vinaròs gränsar till Benicarló, Càlig, Sant Jordi, Alcanar och Ulldecona. 
Terrängen i Vinaròs är huvudsakligen platt, men norrut är den kuperad.

## Externa länkar

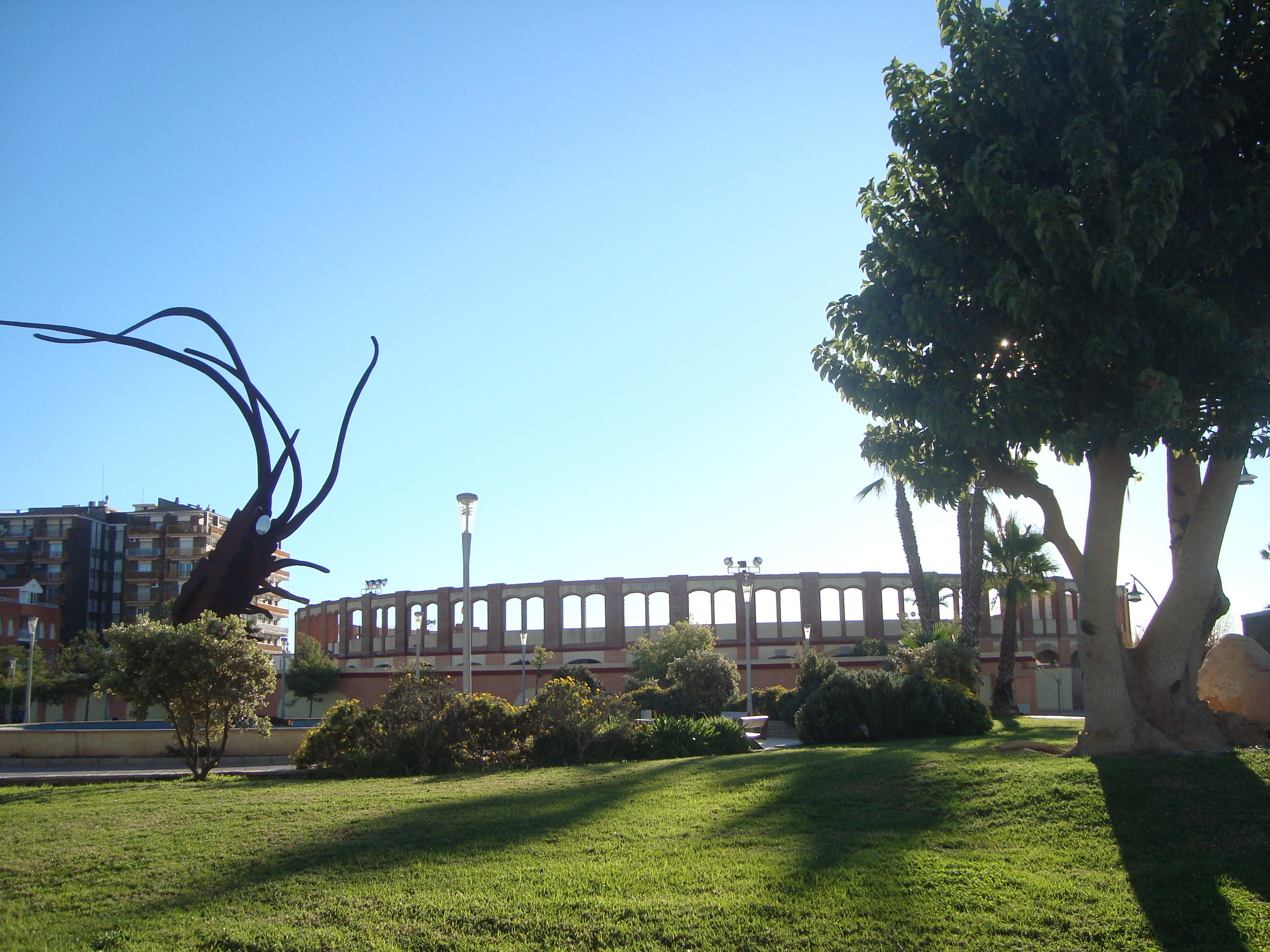
Vinaròs

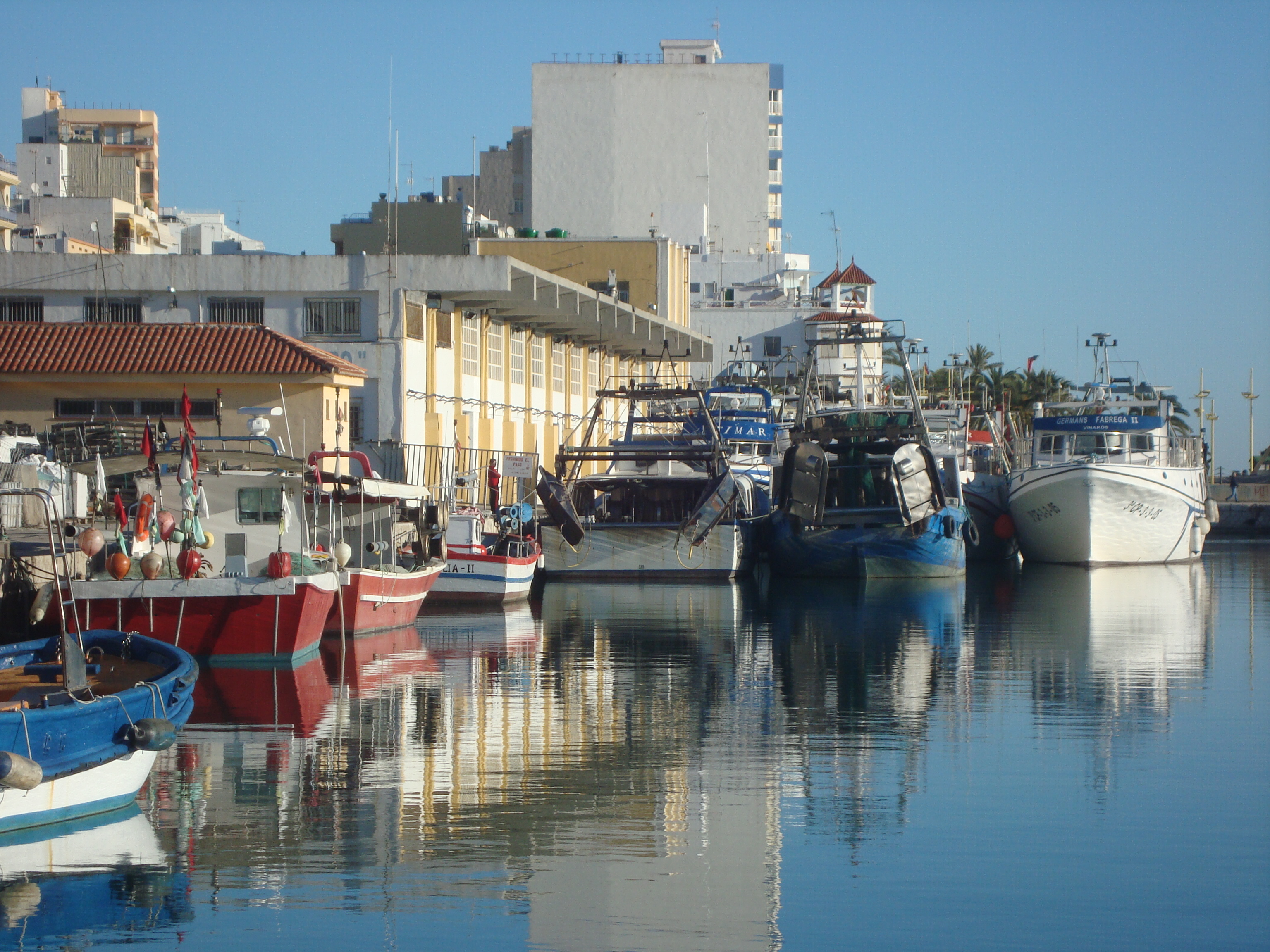
Vinaròs